# Edward Johnson
Edward Johnson (Guelph, Ontario, Canadà, 22 d'agost de 1878 - 20 d'abril de 1959) fou un tenor canadenc.
Després de cursar dret a la Universitat d'Ontario es dedicà a l'estudi de la música i començà cantant música sacra a Nova York, de 1907 a 1908, i fent concerts, així com cantant opereta a Broadway durant poc de temps.
Després marxà a Itàlia i estudià amb Vincenzo Lombardi a Florència, presentant-se en el teatre Verdi, de Pàdua, amb l'òpera Andrea Chenier i cantant seguidament durant cinc temporades en La Scala, de Milà.
Fou el creador del Parsifal italià el 1914, i va tenir al seu càrrec nous papers en les òperes de Puccini, Alfano, Ildebrando Pizzetti, Zandonai, Italo Montemezzi i en les de Deems Taylor The King's Henchman i Peter Ibbetson. Va cantar a Londres, Madrid, Lisboa, Buenos Aires, Montevideo, Rio de Janeiro, etc. Retornà als Estats Units el 1920, unint-se a la Chicago Òpera Co., i el 1922 es naturalitzà ciutadà estatunidenc i passà a la Metropolitan Association, Inc.
Posseïa les condecoracions de l'Orde de l'Imperi Britànic i de l'Orde de la Corona d'Itàlia, i era doctor en Música per la Universitat de Toronto, Canadà.